# Kiwitea Street
Kiwitea Street – stadion wielofunkcyjny w Auckland w Nowej Zelandii, na którym odbywają się głównie mecze piłkarskie. W roli gospodarza występują na nim zespoły Auckland City FC i Central United. Zbudowany w 1965 roku, posiada pojemność  3000 miejsc.